# Xenodoxus
Xenodoxus is een geslacht van rechtvleugeligen uit de familie sabelsprinkhanen (Tettigoniidae). De wetenschappelijke naam van dit geslacht is voor het eerst geldig gepubliceerd in 1914 door Carl.

## Soorten
Het geslacht Xenodoxus omvat de volgende soorten:
- Xenodoxus annulatus Brunner von Wattenwyl, 1891
- Xenodoxus nobilis Carl, 1914